# Mot galiléerna
Mot galiléerna (klassisk grekiska: Κατὰ Γαλιλαίων; latin: Contra Galilaeos) var en polemisk skrift mot kristendomen skriven av den romerske kejsaren Julianus Apostata i Antiokia vintern 362–363. Skriften förbjöds och brändes av kyrkan efter Julianus död, men finns bevarad i fragment genom den debatt som den orsakade. Den skrevs på grekiska men är mer känd under sitt latinska namn då den refereras flitigt i en motskrift (Mot Julianus) av Kyrillos av Alexandria.

## Innehåll
I texten riktar Julianus, som var motståndare till kristendomen och ville återupprätta den gamla tron, skarp kritik mot Gamla och Nya testamentets berättelser. Han försöker blotta de inre motsägelserna i den judisk-kristna traditionen och på samma gång pröva dess innehåll mot sedlighetens och förnuftets normer. Först och främst förkastar han kristendomens historiska legitimering och förklarar det vara okritiskt att tolka Gamla testamentets profetior, till exempel Jesaja 7:14, såsom syftande på Kristus. Mellan Moses och kristendomen gapade enligt Julianus en avgrund utan bro och utan möjlighet till bro, eftersom Moses förklarat lagen vara evig, medan de kristna avfallit från lagen och Kristus hos Paulus benämns som lagens fullbordan.
Mot förgudandet av Jesu person gör Julianus invändningen att de synoptiska evangelierna aldrig kallar Jesus gud och att först senare genom Johannes denna identifiering av Kristus och "Logos" inkommit i traditionen genom förkonstling. Även Josefs stamtavla är oriktig, eftersom här redan Matteus och Lukas motsäger varandra.
Gamla och Nya testamentets berättelser om underverk anser Julianus vara föga mer än barnsliga myter, exempelvis skapelseberättelsen (som han jämför med den storslagna kosmogonin i Platons Timaios). I historien om den talande ormen och Adams frestelse genom Eva i Paradiset tycktes Guds förhållande för Julianus inte motsvara gudens värdighet. Mot myten om folkutvandringen och Babels torn framhåller han geografiska orsakers betydelse för etnografisk differentiering. Julianus lyfter också fram berättelserna om den hebreiska Jahves hämndlystnad, till exempel historien om Pinehas som mördar ett äkta par som tillber Baal. Julianus anmärker att det vore i strid mot allt förnuft att straffa ett helt folk för ett fåtals handlingar.